# Lasioglossum enslini
Lasioglossum enslini är en biart som beskrevs av Hanan Bytinski-salz och Ebmer 1974. Lasioglossum enslini ingår i släktet smalbin, och familjen vägbin. Inga underarter finns listade i Catalogue of Life.